# Мерант, Луи-Александр
Луи́-Алекса́ндр Мера́нт (фр. Louis-Alexandre Mérante; 1828—1887) — французский танцовщик, педагог и хореограф итальянского происхождения.

## Биография
Происходил из итальянской балетной семьи. Танцевал на сценах Марселя и Милана, затем перебрался в Париж. В 1848 году дебютировал в парижской Опере (в то время официально называвшейся Оперным театром Нации, Opéra-Théâtre de la Nation) на сцене театра Ле Пелетье.
Танцевал в балетах Жозефа Мазилье, Люсьена Петипа и Артура Сен-Леона, был партнёром балерин Фанни Черрито и Эммы Ливри. Выходил на сцену до преклонного возраста.
26 июля 1861 года женился на балерине Зинаиде Ришар, происходившей из балетной семьи Ришар-Гюллень.
С 1869 по 1887 руководил балетной труппой Парижской Оперы (до 1871 года носившей название императорской, Théâtre impérial de l’Opéra, затем — вновь национальной, Théâtre national de l’Opéra).  
Дружил с художником Эдгаром Дега, который был частым гостем в театре. Изображён на его картине «Танцевальное фойе Оперы на улице Ле Пелетье» (1872, в коллекции музея д'Орсе, Париж). 
Также стал прототипом одного из героев мультфильма «Балерина» (Франция, 2016).

## Репертуар
Опера́ Ле Пелетье
- 31 мая 1854 — маркиз Санта-Кроче*, «Джемма» Фанни Черрито (Джемма — Фанни Черрито, Массимо — Люсьен Петипа)
- 11 июля 1864 — граф Молдер**, «Немея, или Отмщённая любовь» Артура Сен-Леона (Немея — Марфа Муравьёва)
- 12 ноября 1866 — Джемиль*, «Ручей[англ.]» Артура Сен-Леона (Наила — Гульельмина Сальвиони, Нуредда — Эжени Фиокр[англ.], хан — Жан Коралли).

(*) — первый исполнитель партии
(**) — первый исполнитель партии в Париже